# Drummond Island
Drummond Island ist eine Insel im Huronsee. Sie gehört zum Chippewa County im US-Bundesstaat Michigan. Sie ist die einzige Insel in der Manitoulin-Inselkette, die zu den USA gehört.

## Geographie
Die Insel ist im Osten durch den False Detour Channel von der zu Ontario gehörenden Nachbarinsel Cockburn Island getrennt. Im Westen ist sie durch einen schmalen Kanal von der Spitze der Oberen Halbinsel getrennt. Dort befindet sich eine Fährverbindung nach De Tour Village. Im Nordwesten liegt die Potagannissing Bay und im Norden der North Channel.

## Geschichte
Nach dem Britisch-Amerikanischen Krieg im Jahr 1812 war die Insel von den Briten besetzt. 1828 ging die Insel an die Vereinigten Staaten über.